# Ulf Blomqvist
Ulf Blomqvist – szwedzki żużlowiec.
Brązowy medalista młodzieżowych indywidualnych mistrzostw Szwecji (Karlstad 1980). Brązowy medalista indywidualnych mistrzostw Szwecji (Karlstad 1984). Siedmiokrotny medalista drużynowych mistrzostw Szwecji: trzykrotnie złoty (1980, 1983, 1984) oraz czterokrotnie srebrny (1979, 1981, 1982, 1985).
Reprezentant Szwecji na arenie międzynarodowej. Wielokrotny uczestnik eliminacji indywidualnych mistrzostw świata (najlepszy wynik: 1983 – XIII miejsce w końcowej klasyfikacji finału szwedzkiego).
W lidze szwedzkiej reprezentant klubu Njudungarna Vetlanda (1979–1985). 